# Zhang Huan
 (octobre 2023).
Si vous disposez d'ouvrages ou d'articles de référence ou si vous connaissez des sites web de qualité traitant du thème abordé ici, merci de compléter l'article en donnant les références utiles à sa vérifiabilité et en les liant à la section « Notes et références ».
Dans ce nom chinois, le nom de famille, Zhang, précède le nom personnel.
Zhang Huan (chinois : 張洹), né en 1965 à Anyang dans la province du Henan, est un artiste chinois basé à Shanghai et New York. Il est diplômé de l'université du Henan en 1988 et de l'Académie centrale chinoise des beaux-arts de Pékin en 1993.  

## Travail
Zhang Huan commence au sein d'une petite communauté artistique connue sous le nom de Beijing East Village. Le groupe issu de l'école d'art est pionnier dans la performance et Zhang est souvent repris par les autorités qui perçoivent ses actions comme inappropriées. 
Ses performances impliquent son corps ou celui d'un autre, souvent nu, éventuellement dans un contexte masochiste. Par exemple, dans une exposition nommée « a naked man », sa tête est à moitié rasée, il est assis dans un recoin tel un prisonnier, sa peau est recouverte de mouches.
Zhang insère aussi la notion du corps dans ses sculptures. 
À travers un rituel quasi religieux, il recherche le point à partir duquel l'esprit se manifeste par le corps.
Pour cela, il répète un geste de manière répétitive. 
Le bouddhisme, sa musique traditionnelle associée,  sculpture et philosophie sont des thèmes dominants de son œuvre.
Zhang Huan est représenté à la Pace Gallery de New York.
Il a présenté ses œuvres en 2002 à Whitney Biennial ainsi qu'à l'Académie des arts de Berlin.
La Fondation Louis Vuitton à Paris possède et présente des œuvres majeures de l'artiste .

## Expositions
| - 1988 Henan University, Kaifeng - 1999 Max Protetch Gallery, New York - 2000 Cotthem Gallery, Barcelona - 2001 Galerie Albert Benamou, Paris - 2002 Kunstverein in Hamburg, Hamburg - 2003 Bochum Museum, Bochum - 2004 Norton Museum of Art, Florida | - 2005 Museum of Fine Arts, Boston - 2006 Sherman Galleries, Sydney - 2007 Haunch of Venison, London - 2008 Shanghai Art Museum, Shanghai - 2009 Haunch of Venison, Zürich - 2010 Exposition universelle de 2010, Shanghai, Hehe Xiexie - 2011 Blum & Poe, Los Angeles |

### Vidéo
- Vidéo de Zhang Huan